# Anna Quindlen
Anna Marie Quindlen, née le 8 juillet 1952, est une auteure, journaliste et chroniqueuse d'opinion américaine.
Sa chronique du New York Times, Public and Private, a remporté le prix Pulitzer du commentaire en 1992. Elle a commencé sa carrière de journaliste en 1974 en tant que reporter pour le New York Post. Entre 1977 et 1994, elle a occupé plusieurs postes au New York Times. Son roman semi-autobiographique One True Thing (1994) a servi de base au film Contre-Jour de 1998 mettant en vedette Meryl Streep et Renée Zellweger.

## Vie et carrière

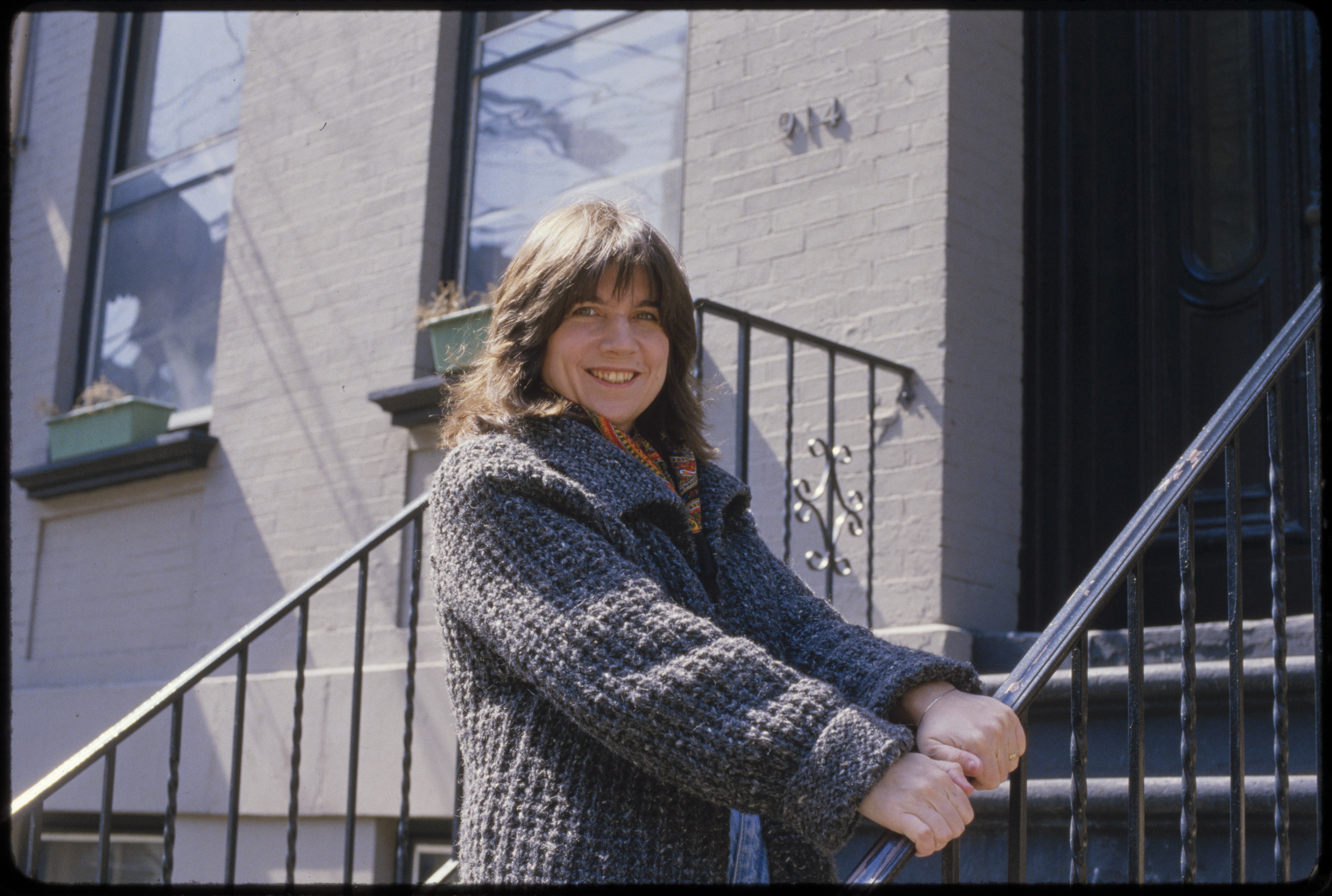
Photo d'Anna Quindlen par Bernard Gotfryd en 1985.

Anna Quindlen est née à Philadelphie (Pennsylvanie) le 8 juillet 1953, fille de Prudence (née Pantano, 1928–1972) et de Robert Quindlen,,. Son père était américain d'origine irlandaise et sa mère italo-américaine. Quindlen est diplômée en 1970 de la South Brunswick High School à South Brunswick, New Jersey, puis a fréquenté le Barnard College, dont elle est diplômée en 1974. Elle était mariée à l'avocat du New Jersey Gerald Krovatin, qu'elle a rencontré à l'université. Leurs fils Quindlen Krovatin et Christopher Krovatin sont des auteurs publiés, et leur fille Maria est actrice, comédienne et écrivain,,.
Anna Quindlen a quitté le journalisme en 1995 pour devenir romancière à plein temps.
En 1999, elle a rejoint Newsweek, écrivant une chronique bihebdomadaire jusqu'à ce qu'elle annonce sa semi-retraite dans le numéro du 18 mai 2009 du magazine. Quindlen est connue comme une critique de ce qu'elle perçoit comme la nature rapide et de plus en plus matérialiste de la vie américaine moderne. Une grande partie de son écriture personnelle est centrée sur sa mère, décédée d'un cancer de l'ovaire, alors que Quindlen avait 19 ans.
Elle a écrit neuf romans, dont plusieurs ont été adaptés au cinéma. One True Thing a été transformé en long métrage en 1998. Il mettait en vedette Meryl Streep, qui a reçu une nomination aux Oscars de la meilleure actrice pour le rôle. Black and Blue et Blessings ont été adaptés en téléfilms en 1999 et 2003, respectivement.
Quindlen participe à LearnedLeague sous le nom de « QuindlenA ».

## One True Thing
En 1994, son roman semi-autobiographique, intitulé One True Thing, est publié. Le livre se concentre sur la relation entre une jeune femme et sa mère, qui se meurt d'un cancer. La propre mère de Quindlen, Prudence Quindlen, est décédée en 1972 alors qu'elle était dans la quarantaine d'un cancer de l'ovaire. À l'époque, Quindlen était étudiante à l'université, mais elle est rentrée à la maison pour s'occuper de sa mère. En 1998, un film du même nom est sorti. Le film mettait en vedette Meryl Streep et Renée Zellweger dans le rôle de Kate et Ellen Gulden, des versions fictives de Prudence et Anna Quindlen. Streep a été nommée pour l'Oscar de la meilleure actrice pour sa performance.

## Critique
Écrivant dans The New Republic, le critique Lee Siegel décrit Quindlen comme un exemple des « monstres de l'empathie » qui « s'auto-subjuguent, domestiquent et assimilent chaque tragédie lointaine ». Il invente l'expression d'« effet Quindlen » pour décrire ce phénomène. Il suggère que cela date de la chronique du Times du 13 décembre 1992, dans laquelle Quindlen attaque les quatre auteurs présumés du viol de Glen Ridge (en). Siegel écrit quie « Fidèle à son créneau », « Quindlen a attaqué avec des actions d'indignation cinglantes qu'aucun lecteur sain d'esprit du Times ne défendrait jamais ». Siegel fait également référence à Barbara Kingsolver dans le même essai, avec Quindlen, avec dérision comme « Nice Queens ».
En 1999, l'université Villanova a invité Anna Quindlen à prononcer le discours d'ouverture annuel. Mais une fois l'annonce faite, un groupe d'étudiants anti-avortement planifie une manifestation contre les positions de Quindlen sur les droits reproductifs. Elle renonce alors de son rôle de conférencière. L'année suivante, cependant, elle prend la parole lors de la remise des diplômes de Villanova.

## Ouvrages
- Contre Cœur (One True Thing), Denoël, 1996
- Noir comme l’Amour (Black and Blue), 1999 - réédition Pocket 2003
- Petit précis du bonheur, Editions 84, 2001
- L'enfant sourira peut-être, Belfond, 2004
- Tous sans exception (Every Last One), JC Lattès, 2012
- Nature morte aux miettes de pain, Belfond, 2016
- La ferme des Miller, Belfond, 2017